# Cyriocosmus perezmilesi
Espèce
Cyriocosmus perezmilesi, la Mygale naine bolivienne, est une espèce d'araignées mygalomorphes de la famille des Theraphosidae. Elle était connue avant 2007 sous le nom de « Cyriocosmus sp. Bolivia ».

## Distribution
Cette espèce est endémique de Bolivie.

## Description
Le dos est bleuté avec une tache dorée, les pattes sont bleutées.
Le mâle holotype mesure 20,0 mm et la femelle paratype 25,0 mm.

## Alimentation
Comme toutes les espèces de ce genre, son alimentation est composée exclusivement d'insectes qu'elle attrape manuellement. Il n'est pas rare de voir cette mygale s'attaquer à des proies plus grosses qu'elle.

## Étymologie
Cette espèce est nommée en l'honneur de Fernando Pérez-Miles.

## En captivité
Cette espèce se rencontre en terrariophilie.

## Publication originale
- Kaderka, 2007 : Cyriocosmus perezmilesi sp. n. from Bolivia (Araneae : Theraphosidae : Theraphosinae). Revista Iberica de Aracnologia, vol. 14, p. 63-68 (texte intégral).